# Sebastián Antezana
Sebastián Antezana es un escritor boliviano

## Biografía
Antezana nació el año 1982 en México. De niño se trasladó a Bolivia. Al culminar sus estudios colegiales estudió la carrera de Literatura en la Universidad Mayor de San Andrés. Tiene una maestría de la Universidad de Leeds y un doctorado de la Universidad de Cornell.
Publicó las novelas "La toma del manuscrito", "El amor según" y el libro de cuentos "Iluminación". Además, varios de sus cuentos aparecen en antologías. El año 2008 ganó el Premio Nacional de Novela de Bolivia con su obra La toma del manuscrito.

## Obras
- La toma del manuscrito, Alfaguara, 2008.
- El amor según, El Cuervo, 2011.
- Iluminación, El Cuervo, 2017. (Libro de cuentos)